# Чыонг Винь Ки
Чыонг Винь Ки (張永 記), известный как Петрус Ки и Жан-Батист Петрус (6 декабря 1837 — 1 сентября 1898) — вьетнамский ученый, публикации которого помогли улучшить понимание между колониальным Вьетнамом и Европой. Его работы помогли популяризировать латинский шрифт вьетнамского языка (куокнгы), который в результате стал официальным в начале XX века. Чыонг служил французским колониалистам в качестве лингвиста, а также перевел многие литературные произведения на современный вьетнамский язык.

## Биография
Чыонг Винь Ки родился 6 декабря 1837 года в деревне Виньтхань, кантон Миньли, округ Танминь, провинция Виньлонг (ныне община Виньтхань, уезд Тёлать, провинция Бенче).
Его отцом был командир Чыонг Тянь Тхи, а матерью — Нгуен Тхи Тяу. В 5 лет он начал изучать севернокитайский язык. Когда ему было 9 лет, он потерял отца. В 12 лет Ки изучал христианскую Библию и последовал за своим учителем-священником в школу Пинхалу в Пномпене, Камбоджа. В 1851 году Чыонг получил от этой школы стипендию для обучения в семинарии Пенанга, которая тогда была главным центром римско-католической подготовки в странах Юго-Восточной Азии. В семинарии Пенанга Чыонг Винь Ки продемонстрировал выдающиеся успехи в изучении естественных и социальных наук, лингвистике. Помимо обычных в то время языков — французского, английского, латинского, греческого, хинди и японского — он также хорошо владел китайским, испанским, малайским, лаосским, тайским и бирманским. Чыонг Винь Ки работал в основном в сфере культуры, но он также проработал 8 месяцев в Институт тайных дел при дворе в Хюэ и 8 месяцев в качестве переводчика в составе вьетнамской делегации во Франции. Когда французские войска напали на провинцию Зядинь в декабре 1859 года, он был назначен переводчиком оккупационных войск.

### Путешествие в Европу
В июне 1863 года Ки сопровождал Фан Тхань Зяна, посланного во Францию из Хюэ для переговоров о возвращении провинций, удерживаемых французами. Эта поездка была хорошей возможностью для Чыонга встретиться с известными деятелями того времени, такими как Гюго, Литтре, Ренан и французскими государственными деятелями. Он также побывал в Египте, Португалии, Испании, Италии и др.
Поездка также дала ему более широкое представление о своей стране и о тяжелом положении своих соотечественников. После того, как все 6 провинций Кохинхины были захвачены французами, Чыонг был назначен первым чиновником Аннама, служившим под французским протекторатом.

### Профессор французского языка
Чыонг был профессором французского языка в школе переводчиков (1866—1868), главным редактором первой вьетнамской газеты (Gia Định Báo, 嘉定報, 1868), директором педагогической школы и одновременно секретарем городского совета Тёлона (1872), преподающим на французском языке для французских и испанских эмигрантов профессором в Collège des Administrateurs Stagiaires в 1874 году. В феврале 1876 г. Чыонг был назначен инспектором императора Нгуен Кань-тонга в Институт тайных дел и оставался на этой должности до октября 1876 года . Затем он вернулся в Сайгон .

### Поздние годы, 1886—1898 гг.
Потеряв аккредитацию после внезапной смерти генерал-губернатора Поля Бера 11 ноября 1886 года Чыонг проводил большую часть времени, занимаясь исследованиями и преподаванием в Школе переводчиков и Collège des Administrateurs Stagiaires. Он умер 1 сентября 1898 года в Сайгоне в возрасте 62 лет.
За 40 лет работы в сфере культуры Чыонг Винь Ки создал 118 работ: исследовании, сборников, переводов, транскрипций; десятки из них были написаны на французском языке. Он был членом научных обществ и ассоциаций в Европе. Во времена культурного пересечения Запада и Востока во Вьетнаме в конце XIX — начале XX века Чыонг сделал такую выдающуюся карьеру, что французский ученый Ж. Бушо назвал его «единственным ученым в Индокитае и даже в современном Китае». Во Вьетнаме Чыонг был признан лучшим исследователем языка и культуры. Хотя он иногда подвергался критике за сотрудничество с французскими колонизаторами, никто никогда не сомневается в его отличной образованности и глубоких знаниях, а также в его бесценном вкладе в культурное развитие Вьетнама на заре современной цивилизации. О Чыонг Винь Ки, его жизни и работах написано много исследовательских, биографических и критических книг.

## Переводы и публикации
В области культуры Чыонг Винь Ки пользовался большим уважением как ученый, обладающий обширными и глубокими знаниями в различных областях науки, как в социальных, так и в естественных. Он добился значительных успехов в переводе с иностранных языков на вьетнамский. В числе его самых известных транскрипций и переводов работы Truyền Kiều, Lục Vân Tiên, Phan Trần и Gia huấn ca (Книга семейного воспитания), Lục súc tranh công.